# Lessebo (comuna)
Lessebo (em sueco: Lessebo kommun) é uma comuna da Suécia localizada no condado de Cronoberga. Sua capital é a cidade de Lessebo. Possui 413 quilômetros quadrados e segundo censo de 2018, havia 8 780 habitantes.